# Palazzetto dello Sport (Caserta)
Il palazzetto dello sport, detto anche PalaPiccolo, è un'arena coperta di Caserta di proprietà dell'ente Provincia di Caserta. È stato costruito in occasione del Campionato europeo maschile di pallacanestro 1969 di Napoli. Nel 2023 sono iniziati i lavori di ristrutturazione al fine di portarlo a una capienza di oltre 2.100 posti, elevandolo a una categoria FIBA Livello 2 idonea ad accogliere incontri dei campionati di basket di Serie A2 e di A1 di pallavolo.

## Storia e descrizione
1. Il palazzetto dello sport di Caserta, detto anche PalaPiccolo (dedicato ai fratelli Santino e Romano Piccolo, pionieri del basket e dello sport nel capoluogo) viene utilizzato sia per attività sportive, soprattutto come palestra e per gare di basket e pallavolo, sia per attività ludiche, come concerti musicali.

L'impianto ospita le gare casalinghe della squadra di pallacanestro maschile della Juvecaserta; ha ospitato anche le gare casalinghe del club di pallavolo femminile della VolAlto Caserta.